# Янушите, Люне
Лю́не Януши́те (настоящее имя Люция; лит. Liūnė Janušytė; 21 июля (3 августа) 1909, Кретинга — 6 мая 1965, Вильнюс) — литовская фельетонистка, переводчица, автор пьес, юмористических романов.

## Биография
Родилась в семье врачей. Во время Первой мировой войны с родителями жила в Угличе и Тарту. По возвращении в Литву училась в прогимназии в Кретинге и в гимназии в Клайпеде (окончила в 1928 году). Сотрудничала в литовской периодической печати с 1926 года. Два года училась на гуманитарном отделении Литовского университета в Каунасе (с 1930 года Университет Витаутаса Великого). С 1928 года репортёр газеты «Летувос айдас» (Lietuvos aidas). Много путешествовала по Европе, жила в Эстонии, Латвии, Германии, Бельгии, Великобритании, Франции. В 1940—1941 активно сотрудничала в сатирическом журнале «Шлуота». После Второй мировой войны заведующая отделом газеты «Теса» (Tiesa; 1945—1946).
Почётный гражданин Кретингского района.

## Творчество
С 1926 года публиковала фельетоны, юморески, сатирические рассказы. Первый сборник фельетонов «Ant ko ir pasirašau…» издала в 1935 году. Пользовалась псевдонимами Gagrys, J. Dovilaitė, L. J-tė, L. Oginskaitė, O. Dovilaitė, Teta Liūnė, Žemaičiokė. Писала повести и пьесы для детей, пьесы для самодеятельных театров. Перевела на литовский язык романы «Молодая гвардия» А. А. Фадеева, «Золотой телёнок» И. Ильфа и Е. Петрова, «Братья Ершовы» В. А. Кочетова. Написала по образцу «Молодой гвардии» Фадеева повесть «Первые дни» („Pirmos dienos“, 1948), в которой изобразила участие детей в борьбе с немецко-фашистскими оккупантами.
Отдельные рассказы и фельетоны были переведены на болгарский, латышский, польский, русский, эстонский языки.

## Издания
- Ant ko ir pasirašau… Kaunas: Pažanga, 1935. 222 p.
- Važiuojam! Kaunas: Sakalas, 1936. 189 p.
- Korektūros klaida. Kaunas: Sakalas, 1938. 172 p.
- Pirmos dienos. Kaunas: Valstybinė grožinės literatūros leidykla, 1948. 116 p.
- Žalioji šeima. Vilnius: Valstybinė grožinės literatūros leidykla, 1950. 116 p.
- Mes ne du ir ne trys. Muzikinė pjesė vaikams. Vilnius: Valstybinė grožinės literatūros leidykla, 1951. 77 p.
- Amerikos balsas. 1 v. pokštas. Vilnius, 1958. 27 l.
- Iki pasimatymo! Feljetonai. Vilnius: Vaga, 1964. 128 p.